# HMS Valiant (02)
Pour les autres navires du même nom, voir HMS Valiant.
 (novembre 2022).
La mise en forme du texte ne suit pas les recommandations de Wikipédia : il faut le « wikifier ».
Les points d'amélioration suivants sont les cas les plus fréquents. Le détail des points à revoir est peut-être précisé sur la page de discussion.
- Les titres sont pré-formatés par le logiciel. Ils ne sont ni en capitales, ni en gras.
- Le texte ne doit pas être écrit en capitales (les noms de famille non plus), ni en gras, ni en italique, ni en « petit »…
- Le gras n'est utilisé que pour surligner le titre de l'article dans l'introduction, une seule fois.
- L'italique est rarement utilisé : mots en langue étrangère, titres d'œuvres, noms de bateaux, etc.
- Les citations ne sont pas en italique mais en corps de texte normal. Elles sont entourées par des guillemets français : « et ».
- Les listes à puces sont à éviter, des paragraphes rédigés étant largement préférés. Les tableaux sont à réserver à la présentation de données structurées (résultats, etc.).
- Les appels de note de bas de page (petits chiffres en exposant, introduits par l'outil «  Source ») sont à placer entre la fin de phrase et le point final[comme ça].
- Les liens internes (vers d'autres articles de Wikipédia) sont à choisir avec parcimonie. Créez des liens vers des articles approfondissant le sujet. Les termes génériques sans rapport avec le sujet sont à éviter, ainsi que les répétitions de liens vers un même terme.
- Les liens externes sont à placer uniquement dans une section « Liens externes », à la fin de l'article. Ces liens sont à choisir avec parcimonie suivant les règles définies. Si un lien sert de source à l'article, son insertion dans le texte est à faire par les notes de bas de page.
- La présentation des références doit suivre les conventions bibliographiques. Il est recommandé d'utiliser les modèles {{Ouvrage}}, {{Chapitre}}, {{Article}}, {{Lien web}} et/ou {{Bibliographie}}. Le mode d'édition visuel peut mettre en forme automatiquement les références.
- Insérer une infobox (cadre d'informations à droite) n'est pas obligatoire pour parachever la mise en page.

Pour une aide détaillée, merci de consulter Aide:Wikification.
Si vous pensez que ces points ont été résolus, vous pouvez retirer ce bandeau et améliorer la mise en forme d'un autre article.
Le HMS Valiant est un cuirassé de classe Queen Elizabeth en service dans la Royal Navy de 1916 à 1945. Il traverse ainsi les deux conflits mondiaux du XXe siècle, participant notamment à la bataille du Jutland, à la campagne de Méditerranée et aux opérations dans le Pacifique.

## Conception
La classe Queen Elizabeth est à l'origine prévue pour être basée sur la classe précédente, la classe Iron Duke, munie de canons de 13,5 pouces (343 mm). Cependant, les grandes nations maritimes de l'époque, telles le Japon, les États-Unis ou l'Allemagne équipant leurs cuirassés de canons de calibre 356 mm, l'Amirauté décide d'équiper ces nouveaux navires de canons de 15 pouces (381 mm). La conception des cuirassés de la classe est alors entièrement revue ; de nouveaux plans sont dessinés dans l'urgence pour des navires de cinq tourelles filant 21 nœuds (39 km/h). Une tourelle est finalement retirée, la puissance de feu restant conséquente malgré cela, et ce retrait permet d'installer des chaudières supplémentaires. Grâce aux accords pétroliers avec l'Iran, l'utilisation de fioul à la place du charbon est adoptée, permettant au navire d'atteindre 24 à 25 nœuds (46 km/h).
Finalement, le Valiant est muni de huit canons de marine de 15 pouces BL Mark I répartis en quatre tourelles. L'armement secondaire est composé de 14 canons de 6 pouces BL Mk XII, de 2 canons antiaériens de 3 pouces QF 20 cwt et de 4 tubes lance-torpilles. Les machines développent une puissance de 56 000 chevaux qui peut atteindre les 74 000 chevaux à marche forcée, pour des vitesses respectives de 23 et 24 nœuds (44 km/h). Le blindage de la ceinture principale est épais de 6 à 13 pouces (330 mm), celui des barbettes varie de 4 à 10 pouces (254 mm), celui du château est de 11 pouces (279 mm) et celui des bulbes anti-torpilles varie de 4 à 6 pouces (152 mm). Les tourelles de la batterie principale ont une protection frontale de 13 pouces (330 mm) ; l'arrière et les côtés sont protégés par 11 pouces (279 mm) pouces de blindage, et celui du toit est épais de 5 pouces (127 mm).

## Histoire
Le contrat pour la construction du Valiant a été attribué à la Fairfield Shipbuilding and Engineering Company, Limited. Il était placé dans la même cale où le croiseur de bataille HMS Indomitable avait été construit. La quille a été posée à la Fairfield Shipbuilding and Engineering Company, Govan le 31 janvier 1913 et lancée le 4 novembre 1914. Il a été achevé en février 1916. Lors de la construction du Valiant par contrat de l'Amirauté, Fairfields a perdu 78 836 £. Ses turbines ont été fabriquées par Fairfields et son blindage a été fourni par William Beardmore and Company.

### Première Guerre mondiale
Une fois terminé le 19 février 1916, sous le commandement du capitaine Maurice Woollcombe, il rejoint le cinquième escadron de combat de la Grande Flotte, récemment formé. Lors de la bataille du Jutland, il a tiré 288 obus de 15 pouces sur la flotte allemande de haute mer. Malgré la gravité des dommages subis par ses sister-ships (sauf le HMS Queen Elizabeth qui n'a pas pris part à la bataille), il n'a subi aucun dommage. L'un de ses canons de 15 pouces, utilisé dans le Jutland, a ensuite été retiré et est devenu l'un des trois canons de la batterie de Johore à Singapour. Le 24 août 1916, il entre en collision avec le HMS Warspite et est en réparation jusqu'au 18 septembre.

### Période de l'entre-deux-guerres
De 1919 à la fin de 1924, il faisait partie du 1er escadron de combat de la flotte de l'Atlantique, après quoi il était avec le 1er escadron de combat de la flotte méditerranéenne jusqu'en mars 1929.
Le navire a été envoyé à Liverpool en réponse à une grève de la police lorsque des émeutes ont éclaté dans la ville.
Entre 1929 et 1930, il subit une importante remise en état. Des renflements anti-torpilles ont été ajoutés, augmentant la largeur à 31,70 m. Les deux cheminées ont été regroupés en un seul et un seul canon octuple de 2 livres a été ajouté. Deux des tubes lance-torpilles ont été retirés et les plates-formes de l'avion ont été remplacées par une seule catapulte. Ces modifications ont porté le déplacement maximal à 35 970 tonnes.
Le 2 décembre 1930, il est remis en service dans l'Atlantique où, en 1931, son équipage participe à la mutinerie d'Invergordon. En mars 1932, il est transféré à la Home Fleet jusqu'en juillet 1935, il est de retour en Méditerranée.
En 1936, un deuxième montage octuple 2 pdr a été ajouté.
Entre mars 1937 et novembre 1939, il subit une reconstruction complète à Devonport. La machinerie a été remplacée par huit chaudières à tambour Admiralty 3 avec quatre turbines à vapeur Parsons produisant un total de 80 000 shp (60 000 kW). La charge de carburant était de 3 393 tonnes de pétrole et la vitesse maximale a été réduite à 23,5 nœuds (43,5 km/h ; 27,0 mph) malgré l'augmentation de la puissance, en raison de l'augmentation du déplacement et du tirant d'eau. Le blindage du pont a été augmenté à 5 pouces (127 mm) au-dessus des magasins, à 2,5 pouces au-dessus de la machinerie tandis que les nouveaux canons de 4,5 pouces avaient entre 1 et 2 pouces de blindage. L'armement secondaire a été changé en 20 canons à double usage Mk I de 4,5 pouces dans 10 supports jumeaux et l'armement antiaérien à courte portée se composait de quatre supports octuples "pom pom" 2 pdr. Le contrôle de tir du navire a été modernisé pour inclure le système de contrôle de tir AA HACS MkIV et Admiralty Fire Control Table Mk Mk VII pour le contrôle de tir de surface de l'armement principal. Ces modifications ont augmenté le tirant d'eau à 10 m et le déplacement maximal à 36 513 tonnes.

### Seconde Guerre mondiale
En juin 1940, le Valiant est affecté à la Force H à Gibraltar, sous le commandement de l'amiral James Somerville. Il a participé à l'opération Catapult : l'attaque des navires français à Mers el-Kébir.
Plus tard, il a été transféré à la flotte méditerranéenne à Alexandrie, sous les ordres de l'amiral Cunningham.
Le Valiant participe à la bataille du cap Matapan du 27 au 29 mars 1941 et au bombardement du port de Tripoli le 21 avril 1941, accompagné de ses sister-ships HMS Barham et Warspite, du croiseur Gloucester et de divers destroyers. En mai 1941, il opère au large de la Crète et est touché par deux bombes.

#### Raid de la rade d'Alexandrie
Le 19 décembre 1941, le lieutenant de vaisseau Luigi Durand de la Penne attaqua la rade de la baie d'Alexandrie en utilisant des « maiales », des sous-marins de poche. Ses nageurs de combat et lui sabotèrent le Valiant, qui est sous le commandement du capitaine Charles Morgan, ainsi que le HMS Queen Elizabeth et le Sagona en plaçant des charges explosives sous les coques de ces trois bâtiments. Le maiale de Durand de la Penne tombant en panne, il est capturé : il avertit le commandant au dernier moment de l'explosion, ce qui permet l'évacuation du bâtiment et d'éviter la mort de nombreux marins britanniques.
Le port étant peu profond, quelques mètres seulement, le HMS Valiant se posa sur le fond. Pour l'alléger, ses soutes à mazout furent vidées et le carburant transféré sur les pétroliers Clydefield et Cherryleaf. L'eau des ponts inférieurs fut pompée afin de permettre de gagner l'une des formes de radoub du port où il fut réparé sommairement. Il la quitta le  8 avril 1942 et appareille pour Dublin où il fut réparé du 21 avril 1942 au 16 août 1942.

#### Fin de la guerre
Fin août 1942, le Valiant a participé à l'opération Touchstone, un exercice visant à tester les défenses de l'Afrique de l'Est contre une invasion maritime et à mener une répétition générale pour l'opération Ironclad, l'invasion du territoire français de Madagascar. Il resta dans les eaux africaines jusqu'à la fin de l'année et retourna à Devonport pour un carénage en janvier 1943.
Le Valiant retourne en Méditerranée en 1943, pour soutenir les débarquements en Sicile (opération Husky en juillet) et à Salerne (opération Avalanche en septembre). Le prince Philip y sert alors pendant la guerre.
En 1944, il est envoyé en Extrême-Orient pour rejoindre la flotte de l'Est. Là, il participa à des raids contre des bases japonaises en Indonésie. Le 8 août 1944, il a été gravement endommagé dans un accident avec le dock flottant à Trincomalee, à Ceylan. Le dock flottant avait été surélevé avec le Valiant à l'intérieur, en pompant l'eau des citernes de ballast. Les réservoirs ont été vidés dans le mauvais ordre contrairement à la répartition du poids du Valiant, qui a été exacerbée par sa pleine charge de munitions. En conséquence, le dock flottant a subi des contraintes excessives à ses extrémités, s'est cassé et a coulé. Les deux arbres d'hélices du Valiant furent bloquées ainsi qu'un de ses safrans. Le Valiant est resté à flot et a pu éviter des dommages plus graves ou un naufrage. Après l'incident, le constructeur naval responsable a été sanctionné.
Il a été décidé d'emmener le Valiant à Alexandrie, où se trouvaient des installations de radoub appropriées. Cependant, il ne pouvait pas suivre une trajectoire rectiligne, et ne pouvait pas faire plus de huit nœuds (15 km/h). Il est allé jusqu'à la baie de Suez, mais n'a pas pu traverser le canal de Suez dans cet état. Le Lt Cmdr Peter Keeble, un plongeur expérimenté et un expert en sauvetage, a personnellement supervisé le retrait de ses deux arbres d'hélice internes près du presse-étoupe. Les chaises d'arbre d'hélice maintenant les arbres et les hélices ont également été coupés, faisant tomber les hélices et les arbres vers le bas. Keeble avait perfectionné les torches de coupe sous-marines disponibles en combinant les technologies britannique et italienne pour couper les épais arbres d'hélice. Le navire est retourné au Royaume-Uni et a été désarmé en juillet 1945. Le Valiant a fait partie de l'établissement de formation des mécaniciens de chauffeurs impériaux à Devonport pour le reste de sa carrière. Il a été vendu pour mise au rebut le 19 mars 1948, et a quitté Devonport pour les ferrailleurs d'Arnott Young à Cairnryan le 11 août de cette année.